# Galeus gracilis
Galeus gracilis (лат.) — малоизученный вид рода пилохвостов, семейства кошачьих акул (Scyliorhinidae). Эндемик северного побережья Австралии. Максимальный размер 34 см.

## Таксономия
В 1993 году Леонард Компаньо и Джон Стивенс описали Galeus gracilis в научном журнале «Records of the Australian Museum». Видовой эпитет лат. gracilis означает «тонкий», ранее этот вид носил предварительное название  Galeus sp. А.. Типовым образцом типа была половозрелая самка длиной 34 см, пойманная в январе 1988 года к северу от острова Мелвилл, Северная территория. В роду Galeus Galeus gracilis тесно связан с китайским пилохвостом (Galeus eastmani), Galeis longirostris и Galeus nipponensis. В 2005 году филогенетический анализ на основании митохондриальной и ядерной ДНК показал, что китайский пилохвост, наряду с Galeus gracilis и тайваньским пилохвостом (Galeus sauteri) образует единую кладу, в которую не входят испанская акула-пилохвост (Galeus melastomus) и исландский пилохвост ( Galeus murinus ).

## Ареал и среда обитания
Galeus gracilis встречаются довольно редко. Они обитают у мыса Кювье и Порт-Хедленда в Западной Австралии, у островов Мелвилл в Северной территории и у мыса Йорк в Квинсленде. Вероятно, они присутствуют в восточных водах Индонезии. Эти донные акулы держатся на материковом склоне на глубинах 290—470 м.

## Описание
Максимальная длина 34 см. У Galeus gracilis тонкое, твёрдое тело, почти цилиндрическое в поперечнике, и узкая голова с закруглённой мордой. Овальные глаза вытянуты по горизонтали, они оснащены рудиментарным третьим веком, позади глаз имеются крошечные дыхальца. Под глазами расположены небольшие выступы. Ноздри разделены треугольными кожными складками. Рот широкий и изогнутый в виде арки, по углам расположены довольно длинные борозды. На верхней челюсти 54—57, а на нижней — 54—62 зубных рядов. Пять пар коротких жаберных щелей. Пятая и четвёртая жаберные щели расположены на уровне грудных плавников.
Первый спинной плавник немного превосходит по размеру второй. Его снование находится над серединой основания брюшных плавников. Второй спинной плавник форме схож с первым, но немного меньше. Его основание находится над серединой основания анального плавника. Концы спинных плавников закруглены. Грудные плавники большие и широкие, с закруглёнными концами. У брюшных а анального плавников длинные основания, они имеют небольшой размер и почти треугольную форму. У самцов имеются длинные, сужающиеся к концу птеригоподии, внутренняя поверхность которых покрыта рядом пилообразных зубцов. концы птеригоподиев закручиваются. Основание анального плавника составляет 11 % от общей длины тела и превосходит либо сопоставимо с расстоянием анальным, брюшными и хвостовым плавниками. Узкий хвостовой плавник имеет маленькую нижнюю лопасть и вентральную выемку возле кончика верхней лопасти. Тело покрыто мелкими, перекрывающими друг друга плакоидными чешуйками, каждая из которых имеет форму каплевидной короны с горизонтальным хребтом и тремя маргинальными зубчикам. На передней части дорсального края хвостового плавника имеется характерный пилообразный гребень, сформированный крупными чешуйками. Окрас светло-серый, под основаниями спинных плавников разбросаны тёмные пятнышки седловидной формы, также имеются два пятна на хвостовом плавнике. Второе пятно образует кольцо вокруг хвоста. У некоторых акул по бокам бывают слабые пятна. Внутренняя поверхность рта окрашена в тёмно-серый цвет.

## Биология и экология
Самцы достигают половой зрелости при длине 33 см.

## Взаимодействие с человеком
В качестве прилова Galeus gracilis изредка попадают в коммерческие рыболовные сети. Данных для оценки статуса сохранности данного вида недостаточно.